# Crazy Loop
Crazy Loop é um alter-ego de Dan Bălan, cantor de Eurodance e ex-integrante da Banda Romena O-zone.

## Discografia

### Álbuns
- The Power of Shower (2 de Dezembro de 2007)